# Курган «Могила Налєтіна»
Курган «Могила Налєтіна» (інша назва — «Могила Копаньова») — взята на облік у 1987 р. Пам'ятка розташована на Центральному кладовищі, яке знаходиться при виїзді з міста Кривий Ріг, біля Дніпровського шосе в Довгинцівському районі.

## Передісторія

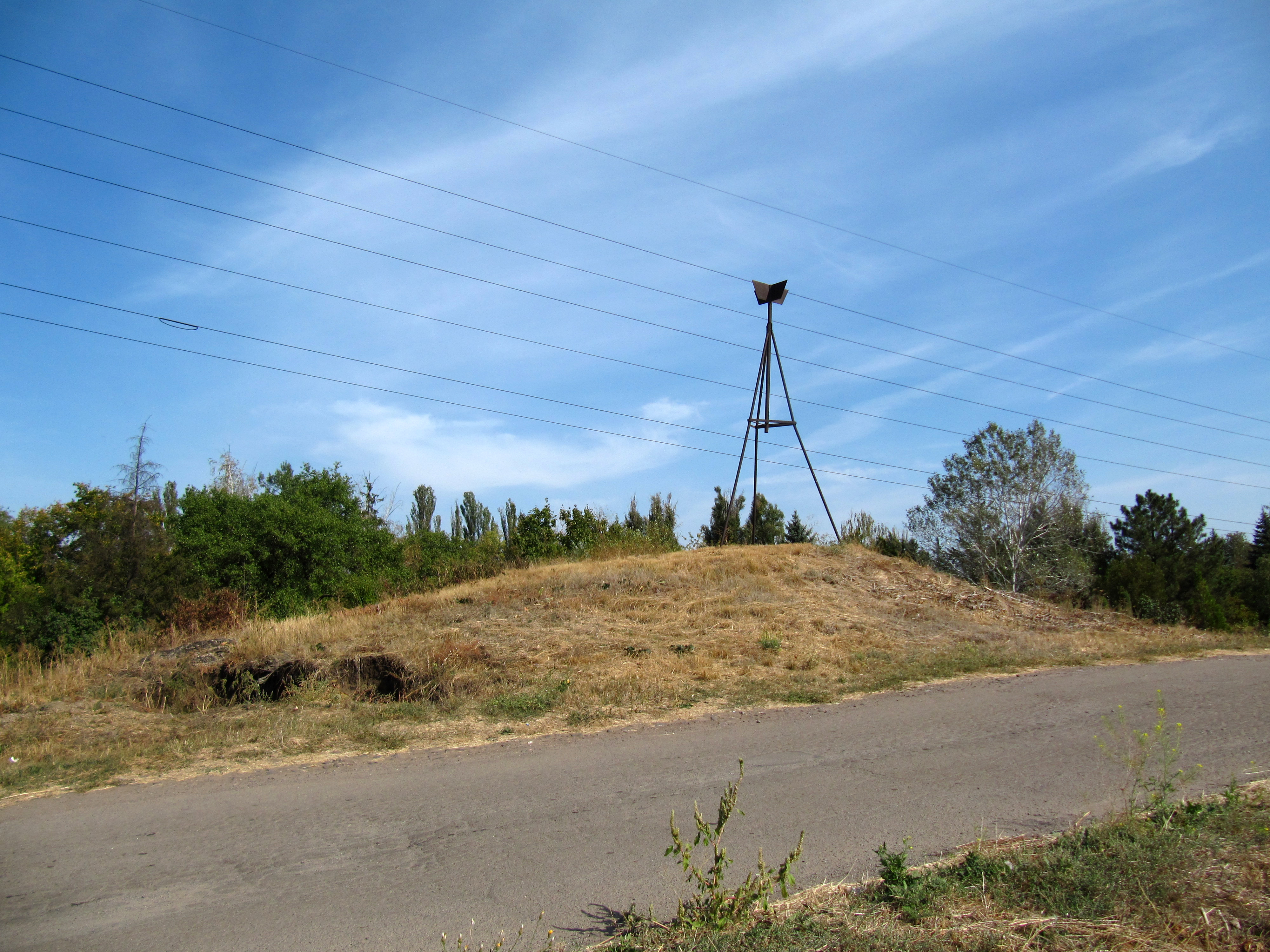
Курган «Могила Налєтіна»

Курган виявлено у 1982 р. археологом Л. П. Єліновою (Криловою). Відноситься до епохи бронзи. Відповідно до рішення Дніпропетровського облвиконкому від 16.04.1987 № 180 пам'ятка була взята на облік з охоронним номером 5868. Повторний огляд проведено О. О. Мельником у 2009 році.

## Пам'ятка
Насип у вигляді напівсфери, підрізаної з півдня асфальтовою дорогою шириною 5,8 м, що йде на кладовище. Висота 4,3 м, діаметр до 50 м. Поверхня насипу задернована. З трьох боків (крім півдня) біля поли знаходяться сучасні могили.
На вершині кургану розміщено металеву піраміду пункту тріангуляції, яка обкопана канавою по квадрату зі стороною 6,4 м (південна сторона зруйнована). В 14 м на захід від вершини Т-подібна яма розмірами 3,7х4,0х1,1 м. На полі в північному секторі бетонний стовп лінії електропередач. В 2,5 м на південний схід від центру у сучасній ямі глибиною 0,7 м оголились плити поховання епохи бронзи. На поверхні кургану багато ям від виїмки чорнозему для благоустрою могил. Охоронні знаки і попередження, біля кургану, відсутні. 